# Dolores Godoy
Dolores Godoy är en ort i Mexiko.   Den ligger i kommunen San Juan del Río och delstaten Querétaro Arteaga, i den sydöstra delen av landet, 130 km nordväst om huvudstaden Mexico City. Dolores Godoy ligger 2 091 meter över havet och antalet invånare är 450.
Terrängen runt Dolores Godoy är kuperad norrut, men söderut är den platt. Runt Dolores Godoy är det ganska tätbefolkat, med 179 invånare per kvadratkilometer. Närmaste större samhälle är San Juan del Río, 7,2 km nordväst om Dolores Godoy. I omgivningarna runt Dolores Godoy växer huvudsakligen savannskog.